# Sphagnum imbricatum
Sphagnum imbricatum är en bladmossart som beskrevs av Hornschuch och Edmund August Friedrich Russow 1865. Sphagnum imbricatum ingår i släktet vitmossor, och familjen Sphagnaceae. Inga underarter finns listade i Catalogue of Life.